# Skok (Wasserfall)
Der Skok (deutsch Schleierwasserfall oder Schleierfall, ungarisch Fátyol-vízesés, polnisch Skok) ist ein ca. 25 m (nach anderen Angaben 30 m oder nur 10 m) hoher Wasserfall des Flusses Mlynica im Tal Mlynická dolina bei Štrbské Pleso in der Hohen Tatra in der Slowakei. Der Wasserfall folgt nach dem Bergsee Pleso nad Skokom und fließt durch eine Granodiorit-Felsschwelle hinunter. Der mittlere Durchfluss beträgt 54 m³/s, während der Schneeschmelze 800 m³/s. Im Dezember 1958 strömten während einer Sturzflut sogar 30.000 m³/s durch den Wasserfall.
Das Wort Skok bedeutet im Slowakischen (wie im Polnischen) schlicht „Sprung“ und war im slowakischen Volksmund ein etablierter Name für den Wasserfall, als zwei naturwissenschaftliche Professoren aus Zipser Neudorf, Martin Róth und Julius Geyer, das Tal im Jahr 1877 zwecks phänologischer Untersuchungen besuchten und verfassten einen Bericht darüber im Jahrbuch 1878 des Ungarischen Karpathenvereins. Sie kannten den Namen des oberhalb des Wasserfalls liegenden Sees Pleso nad Skokom (deutsch Nadskok-See, ungarisch Nadszkok-tó), da sie aber das Slowakische nicht verstanden, blieb ihnen die Bedeutung der Präposition nad, deutsch „über“, wie die des Wortes skok, unbekannt. Aus diesem Grund erfanden sie für den vermeintlich namenlosen Wasserfall den poetisch klingenden Namen Schleierwasserfall (deutsch) beziehungsweise Fátyol-zuhatag (ungarisch), in Anspielung an das „schleierartig sprühende Wasser“. Anschließend entstand eine Legende über ein unglückliches Mädel, dessen Geliebte bei einer Gämsenjagd im Tal das Leben verlor und aus den ergiebigen Tränen ein schleierartiger Wasserfall (als Symbol der Trauer) wurde.
Der Wasserfall ist ganzjährig über einen gelb markierten Wanderweg von Štrbské Pleso heraus erreichbar. Die Fortsetzung oberhalb des Wasserfalls ist nur vom 16. Juni bis zum 31. Oktober zugänglich.